# 프로토자동차
프로토자동차(PROTO MOTORS)는 대한민국의 자동차 회사다. 본사는 경기도 용인시에 있으며 1997년 6월 14일에 설립했다.
프로토자동차는 2007년 5월 어울림모터스에 인수되었다

## 연혁
- 1998년 - 티뷰론 리디자인 모델 RT-X 개발
- 2000년 - 대한민국 최초 미드십 스포츠카 PS-II 개발
- 2002년 - 프로토 스피라(Spirra) 모델 발표
- 2006년 - 기아 그랜드 카니발 리무진(Kia Grand Carnival Limousine) 발표
- 2007년 - 어울림그룹에 인수

## 같이 보기
- 대한민국의 자동차 산업